# ملاج
ملاج یا فونتانل (Fontanelle) به بخشهایی از جمجمه نوزاد گفته می‌شود که پس از تولد هنوز استخوان کاملاً کلسیفیه نشده است و نرم است.
انسان دو ملاج (فونتانل قدامی یا فرونتال ) و فونتانل خلفی (اکسیپیتال) دارد. فونتانلها در محل درزهای استخوان‌های جمجمه قرار دارند و به تدریج بسته می‌شوند.
درز (Sutures) بین مفاصل جمجمه وجود دارند. در جنینی فضاها بزرگ بوده و امکان حرکت و جا بازکردن را می‌دهد و بعدها به صورت خطی نازک باقی می‌مانند. با بالارفتن سن بافت لیفی باقی‌مانده هم تحلیل رفته استخوانی می‌شود که این فرایند سینوستوز (Synostose) نام دارد.

## زمان بسته شدن ملاجها
در حالت طبیعی ، ملاج خلفی باید در حدود دو ماهگی بسته شود . ملاج قدامی بیشتر کودکان تا حدود ۱۴ ماهگی بسته می‌شود ، اما ممکن است تا دوسالگی هم طول بکشد. در بیماری‌هایی مثل ریکتز و هیپوتیروئیدی ممکن است فونتانل دیرتر بسته شود.

## نگارخانه

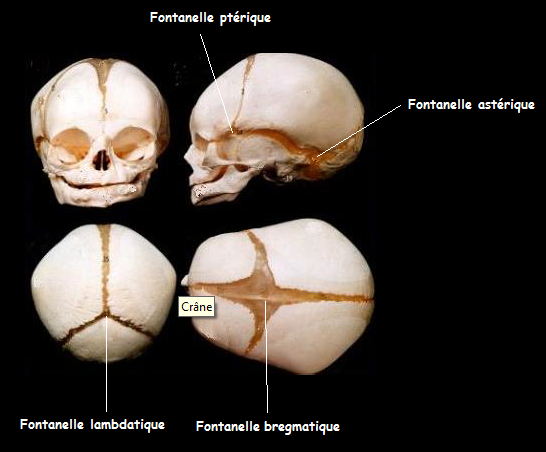
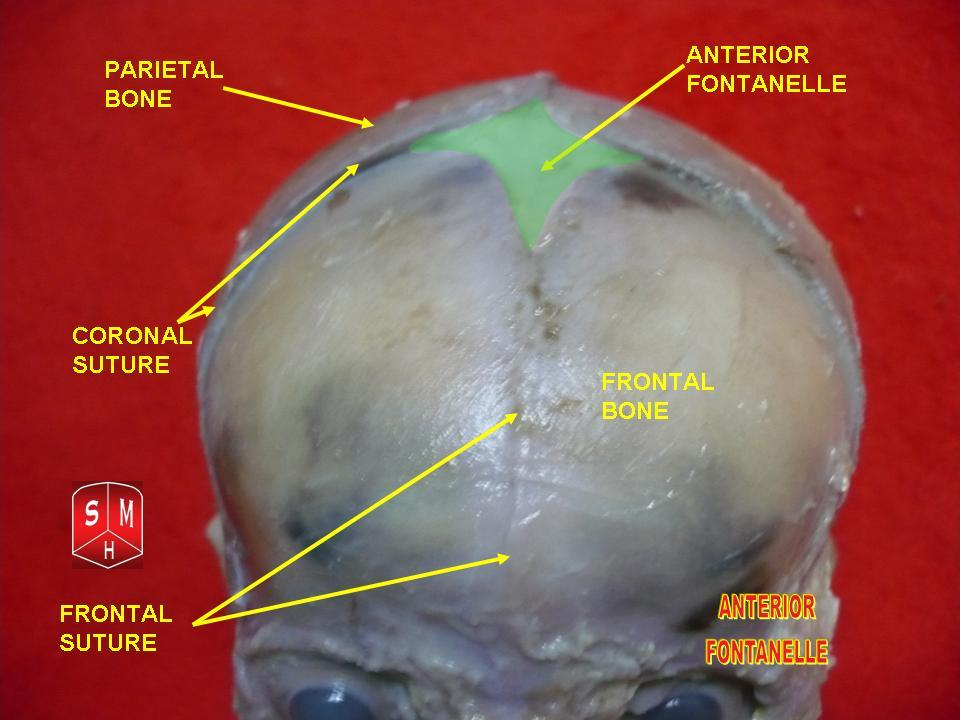
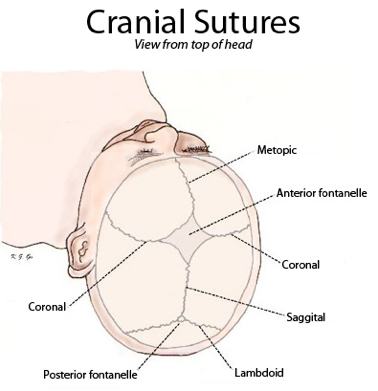